# Pelidnota angiae
Pelidnota angiae är en skalbaggsart som beskrevs av Demez och Soula 2010. Pelidnota angiae ingår i släktet Pelidnota och familjen Rutelidae. Inga underarter finns listade i Catalogue of Life.